# Henri Martre
Henri Martre (Bélesta, 6 de fevereiro de 1928 – 3 de julho de 2018) foi um engenheiro francês. 

## Carreira
Ele dirigia tanto a Délégation générale pour l'armement, o conglomerado aeroespacial Aérospatiale e o francês Aerospace Industries Association (GIFAS). Ele foi considerado um dos principais promotores na França de "inteligência competitiva".
Henri Martre recebeu a Grande Cruz da Légion d'honneur, em 31 de dezembro de 2002.

## Morte
Ele morreu em 3 de julho de 2018, aos 90 anos.